# Gebirgsrasse
Als Gebirgsrasse bezeichnet man in Landwirtschaft und Tierzucht Rassen von Haustieren, die an das Leben im Gebirgsland angepasst sind. Der Begriff umfasst Stammformen von Wildtieren ebenso wie Zuchtrassen. Prinzipiell unterscheidet man dann Gebirgsrassen und Tiefland-/Niederungs-/Tal-/Flachlandrassen.

## Zum Begriff
Der Begriff der Gebirgsrassen entstand um die Mitte des 19. Jahrhunderts, als die dezidierte Rassezucht begann. Reiseberichte dieser Zeit, für die europäischen Gebirgsräume – in dieser Zeit tritt der Alpinismus in die Aufmerksamkeit der Naturkunde und Ethnographie – wie auch „exotische“ Länder, berichten über regionale Besonderheiten auch der Haustiere.
Man versuchte dann zunehmend, Merkmale und Eigenschaften der zahlreichen traditionellen Zuchtformen (Landrassen) der abgelegeneren Landstriche aufzunehmen, um sie für örtliche Besonderheiten zu empfehlen und für Einkreuzungen zu verwenden, und so verbreitete Leistungsrassen sowohl robuster zu machen, Fehler zu beseitigen, wie auch in Verwendbarkeit in schlechteren Lagen zu optimieren.
Gebirgsrassen sind an ein Leben in harten klimatischen Bedingungen sowie die große körperliche Beanspruchung angepasst. Als charakteristische Eigenschaften gelten Genügsamkeit, Robustheit, Wetterfestigkeit, Kälte- und Hitzetoleranz, Krankheitsresistenz, körperliche Belastbarkeit, Kletterfähigkeiten, Schwindelfreiheit und hohe Trittsicherheit, wie auch Intelligenz und gute soziale Eigenschaften. Typisch ist ein gegenüber Flachlandrassen gedrungener Körperbau, geringeres Gewicht und eine ausgeprägtere Behaarung. In Grundzügen wurde das – in Bezug auf Viehzucht – als allgemeiner biologischer Mechanismus schon von Charles Darwin 1860 in die Biologie eingeführt (nur spricht man hier heute nicht mehr von „Rassen“, sondern im Rahmen der modernen Taxonomie von Mechanismen wie Phylogenetik, Phänotypen und Konvergenz/Analogie):

„Gebirgs-Rassen sind überall von Niederungs-Rassen verschieden, und Gebirgs-Gegenden werden wahrscheinlich auf die Hinterbeine und allenfalls auf das Becken wirken, sofern diese daselbst mehr in Anspruch genommen werden; nach dem Gesetze homologer Variation werden dann auch die vordren Gliedmaassen und wahrscheinlich der Kopf mit betroffen werden.“

Diese Rassen werden typischerweise extensiv im Rahmen einer Wanderweidewirtschaftsform (wie Alpung oder Transhumanz) sommers oder ganzjährig in Freien gehalten und steigen auch nach eigenem Ermessen bis in hochalpinste Lagen, wenn sie dort Futtergründe finden, müssen also selbstständig für ihre Sicherheit sorgen. Daher ist bei Gebirgsrassen auch eine stabile Herdenstruktur mit erfahrenen Leittieren Basis der Viehzucht, sie werden also auch meist bis in höheres Alter gehalten als Flachlandrassen.
Hoher Ertrag in Fleisch, Milch und anderen Tierprodukten steht gegenüber einer Überlebensfähigkeit und Pflegeleichtigkeit im Hintergrund, daher handelt es sich meist um Mehrnutzungsrassen. Ab der Jahrhundertwende begann man, auch für Gebirgsrassen Zuchtstandards festzulegen. Dabei wurden besonders in der Zwischenkriegszeit einige Sammelrassen definiert, wie die Gebirgs-/Alpinziege, in die mehrere Unterformen integriert wurden. Ein typisches Beispiel einer Gebirgsrasse gibt das Zuchtziel für das Tiroler Grauvieh (in der zahlreiche Lokalschläge des Graubraunen Höhenviehs aufgingen) in den Formulierung von 1924 – es könnte übertragen für jede Gebirgsrasse gelten:

„Das Tiroler Grauvieh ist eine leichte bis mittelschwere auf kombinierte Leistung gezüchtete Gebirgsrasse, bei welcher besonderer Wert auf die Milch- und Fettleistung, robuste Gesundheit, gute Futterverwertung, regelmäßige Fruchtbarkeit sowie Vereinheitlichung der Farbe. Es zeichnet sich, den Gebirgsverhältnissen angepasst, durch ein stabiles Fundament, tiefen, weiten Rumpf, gute Bemuskelung und lebhaftes Temperament aus und ist imstande, die geforderten Leistungen in Milch, Arbeit und Mast hervorzubringen.“

Mit dem Aufkommen der Intensivtierhaltung und Ertragslandwirtschaft – und bei Zug- und Tragtieren des Kraftfahrzeugs und der landwirtschaftlichen Maschinen – begannen die Leistungsrassen die traditionellen Formen zu verdrängen. Manche Gebirgsrassen, etwa das Fleckvieh (Simmentaler, Schweiz) bei Rindern oder die Saanenziege (Schweiz) haben weltweit Verbreitung gefunden, oder das Haflingerpferd (Österreich) als militärisches Tragtier das Verschwinden der Arbeitspferde gut überstanden.
Zahlreiche lokale Zuchtformen sind aber erloschen oder heute selten geworden. Erst mit dem Boom der biologischen und regionalen Landwirtschaft wie auch der biogenetischen Schutzprogramme alter Zuchtssorten bei Pflanzen wie Tieren begann man sich wieder auch um die Gebirgsrassen zu bemühen.
Seit den 1980er Jahren werden auch zunehmend wieder Rassestandards für Originalformen festgelegt und in Zuchtprogrammen und Züchtervereinigungen der Bestand konsolidiert. Dabei sind einige Lokalrassen auch als Mode populär geworden, so das langhaarige Schottische Hochlandrind oder der Isländer als Freizeitpferd.

## Schutzprogramme
- SAVE Foundation – Safeguard for Agricultural Varieties in Europe[11] – Europäisches Netzwerk (mit Datenbank Arca-Net)
- Register der Traditionellen Lebensmittel – mit etlichen in Österreich als Kulturerbe geschützten Gebirgsrassen
- Österreichische Nationalvereinigung für Genreserven (ÖNGENE)[12] – Forschungsverbund
- Arche Austria – Verein zur Erhaltung seltener Nutztierrassen
- Konzept zur Erhaltung der Rassenvielfalt bei den landwirtschaftlichen Nutztieren in der Schweiz[13]
- ProSpecieRara (Schweiz)[14]
- Associatione Italiana Razze Autoctone Rischio Estinzione – R.A.R.E. (Italien)[15]